# Родіон Раскольников
Родіо́н Рома́нович Раско́льников — головний дійовий персонаж роману Федора Достоєвського «Злочин і кара».

## Раскольников в романі
Раскольников — колишній студент-юрист з Санкт-Петербурга, через брак коштів вимушений залишити навчання в університеті. Живе вкрай бідно.
Він вирішив убити одну стару, титулярного радника, що дає гроші на відсотки.
|  | Стара дурна, глуха, хвора, жадібна, бере величезні відсотки, зла і заїдає чужий вік, мучачи у себе в робітниць свою молодшу сестру. «Вона нікуди не годна», «для чого вона живе?», «чи корисна вона хоч кому-небудь?» тощо. |

|                       | Дає вчетверо менше, ніж коштує річ, а відсотків по п'яти й навіть по семи бере на місяць тощо. |
| — частина I, глава VI |                                                                                                |

|                       | Дає вчетверо менше, ніж коштує річ, а відсотків по п'яти й навіть по семи бере на місяць тощо. |
| — частина I, глава VI |                                                                                                |

На злочин, однак, не наважується, поки не отримує лист від матері, в якому йдеться про підготування одруження його сестри з якимсь паном Лужиним. Розуміючи, що сестра не любить майбутнього чоловіка, а жертвує собою заради добробуту сім'ї та, більшою мірою, заради самого Раскольникова, він обманом проникає у квартиру бабусі, вбиває і грабує її, попутно вбиваючи випадкового свідка в тій же квартирі.
Маючи свою теорію про те, що люди діляться на звичайних людей, що пливуть за течією, і людей, подібних Наполеону, яким дозволено все, Раскольников до вбивства зараховує себе до другої категорії; однак після вбивства виявляє, що повною мірою належить до першої.

## Зовнішність
Зовнішність героя в романі описується двічі.
|                                        | До речі, він був гарний собою, з прекрасними темними очима, мав темно-русе волосся, ростом вище середнього, тонкий і стрункий… Він був настільки погано одягнений, що інша людина, навіть і звичайна людина, совість має не виходити в такому лахмітті на вулицю. |
| — опис Раскольникова на початку твору. | |

Пізніше Достоєвський створив інший портрет Родіона Романовича — після злочину він нагадує людину, з насилу перемагає сильний фізичний біль:
|  | Брови його були зрушені, губи стиснуті, погляд збуджений |

Подібний «метод дворазового портретування» автор застосував і до опису зовнішності інших персонажів — зокрема, Соні Мармаладової і Свидригайлова. Цей художній прийом дозволив письменникові показати, що його герої за короткий відрізок часу пройшли через низку важких випробувань, що відбилося на їх зовнішності.

## Прототипи
1. Герасим Чистов.
Прикажчик, розкольник 27-ми років, який убив сокирою в грудні 1865 року в Москві двох бабусь (куховарку і пралю) з метою пограбування їх господині, міщанки Дубровиной. З залізної скрині були викрадені гроші, срібні й золоті речі. Убиті були знайдені в різних кімнатах в калюжах крові (газета «Голос» 1865 р. 7-13 вересня).
2. А. Т. Неофітів.
Московський професор загальної історії, родич по материнській лінії тітки Достоєвського купчихи А. Ф. Куманіна і поряд з Достоєвським один з її спадкоємців. Неофітів проходив у справі підроблювачів квитків 5%-го внутрішньої позики (порівняйте мотив миттєвого збагачення у свідомості Раскольникова).
3. П'єр-Франсуа Ласенер.
Французький злочинець, для якого вбивство людини було тим же самим, що «випити склянку вина»; виправдовуючи свої злочини, Ласенер писав вірші й мемуари, доводячи в них, ніби він «жертва суспільства», месник, борець із суспільною несправедливістю в ім'я революційної ідеї, нібито підказаної йому соціалістами-утопістами (виклад процесу Ласенер 1830-х років на сторінках журналу Достоєвського «Час», 1861 р. № 2).

## У кінематографі
У кіно Раскольников вперше був зображений Грегорі Чмара в німій екранізації «Раскольников», режисер Роберт Віне (1923 р.). Він був зображений Пітер Лорре у Йозеф фон Штернберг голлівудська кіноверсія (1935), Джон Герт в адаптації мінісеріалу BBC 1979 року, Патрік Демпсі в телевізійному фільмі 1998 року та Джон Сімм (2002 р.), Кріспін Гловер (2002 р.) та Ілля Кремнов (2005 р.). Персонаж Мішеля у Робер Брессон «Кишеньковий злодій» заснований на Раскольникові. Пол Шредер, який написав «Таксист» (1976 р.), своєю чергою, був натхненний персонажем Брессона Мішелем створити антигероя Тревіса Бікла, Роберта Де Ніро. Британський психологічний трилер 2005 року Матч-пойнт Вуді Аллена — це дискусія з «Злочином і покаранням»: головний герой Кріс Уілтон (Джонатан Ріс Мейерс) рано спостерігається читання книги та ідентифікація з Раскольниковим. Задумливий самотник, який вбиває бідну дівчину, яка любить його, тому що він вважає свої інтереси вищими за оточуючих, мало знає провини й уникає виявлення завдяки удачі. Аллен сигналізує про свої наміри більш поверхневою схожістю: обох майже не вражає несподівана поява художника на сходовій клітці, і обидва поліцейські грають із підозрюваним у кота та мишку. Його драма-трилер 2015 року «Ірраціональна людина» також натхненний «Злочином і покаранням», з головним героєм Ейбом Лукасом (Хоакін Фенікс) як його персонажем Раскольниковим.